# Montrose, Iowa
Montrose är en ort i Lee County i Iowa. Vid 2010 års folkräkning hade Montrose 898 invånare.